# Bloedafnamebuis

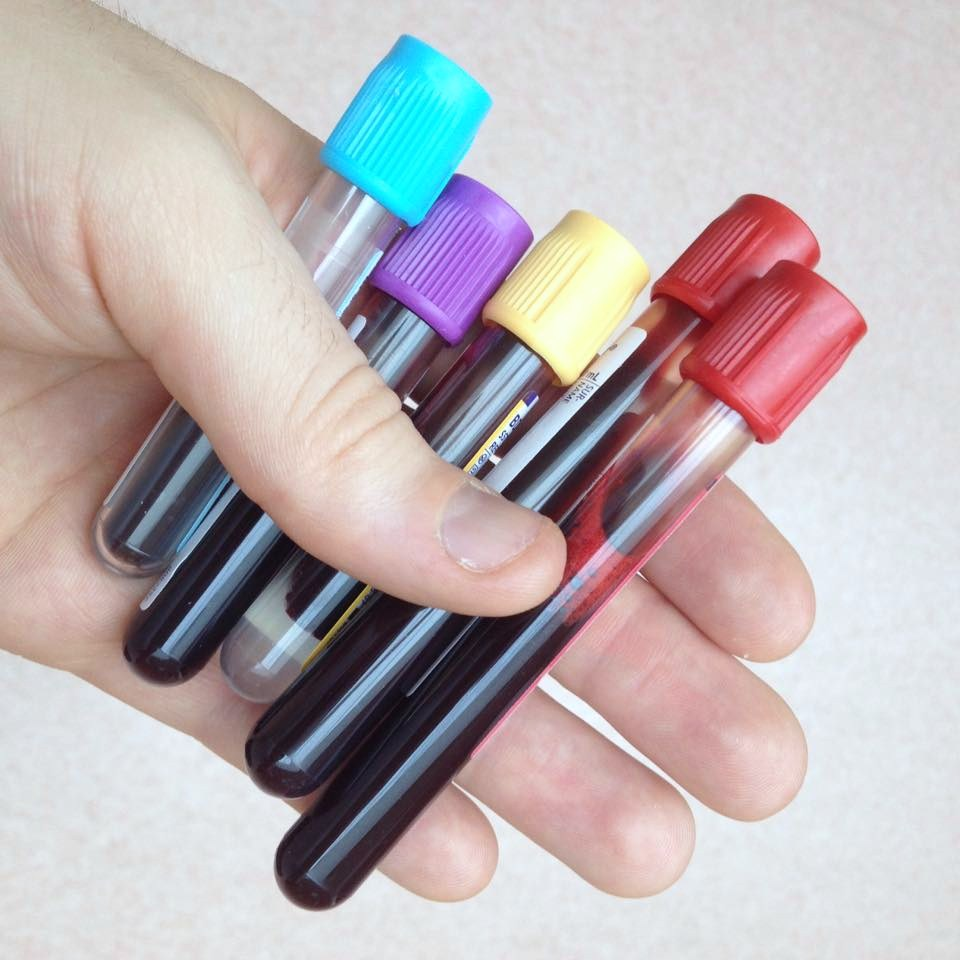
Bloedafnamebuisjes

Een bloedafnamebuis is een buisje dat gebruikt wordt bij het afnemen van bloed. Het buisje met bloed wordt na een venapunctie opgestuurd naar een laboratorium voor analyse. De buis is vacuüm, zodat alleen het bloed uit de ader in de buis gezogen wordt en wordt verbonden met een venoject, de eigenlijke naald met houder voor het buisje. 
Een bekend merk dat bloedafnamebuizen maakt is Vacutainer. Bloedafnamebuizen zijn in 1949 onder die merknaam uitgevonden door de Amerikaan Joe Kleiner en het bedrijf Becton Dickinson (BD). 

## Procedure
Hoeveel bloed wordt afgenomen, en in welke buizen er bloed afgenomen word, hangt af van naar welke stoffen in het bloed er onderzoek gedaan wordt. Er kunnen reeds diverse stoffen ten behoeve van de analyse aanwezig zijn in de buis. Afhankelijk van het soort onderzoek, heeft de bloedafnamebuis een bepaalde lengte en een bepaalde kleur dop:

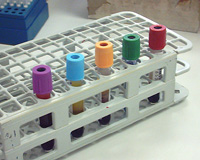
Rekje met buisjes

- Rekje met buisjesRode dop: buizen zonder toegevoegde stoffen (serumbuis, kan een versneller voor stolling aan zijn toegevoegd) voor o.a. bezinking en analyse van het serum;
- Blauwe dop: buizen met toegevoegde stoffen (citraat) voor o.a. bloedstollingsonderzoek. Het effect van het citraat is omkeerbaar door toevoeging van een overmaat aan calcium.

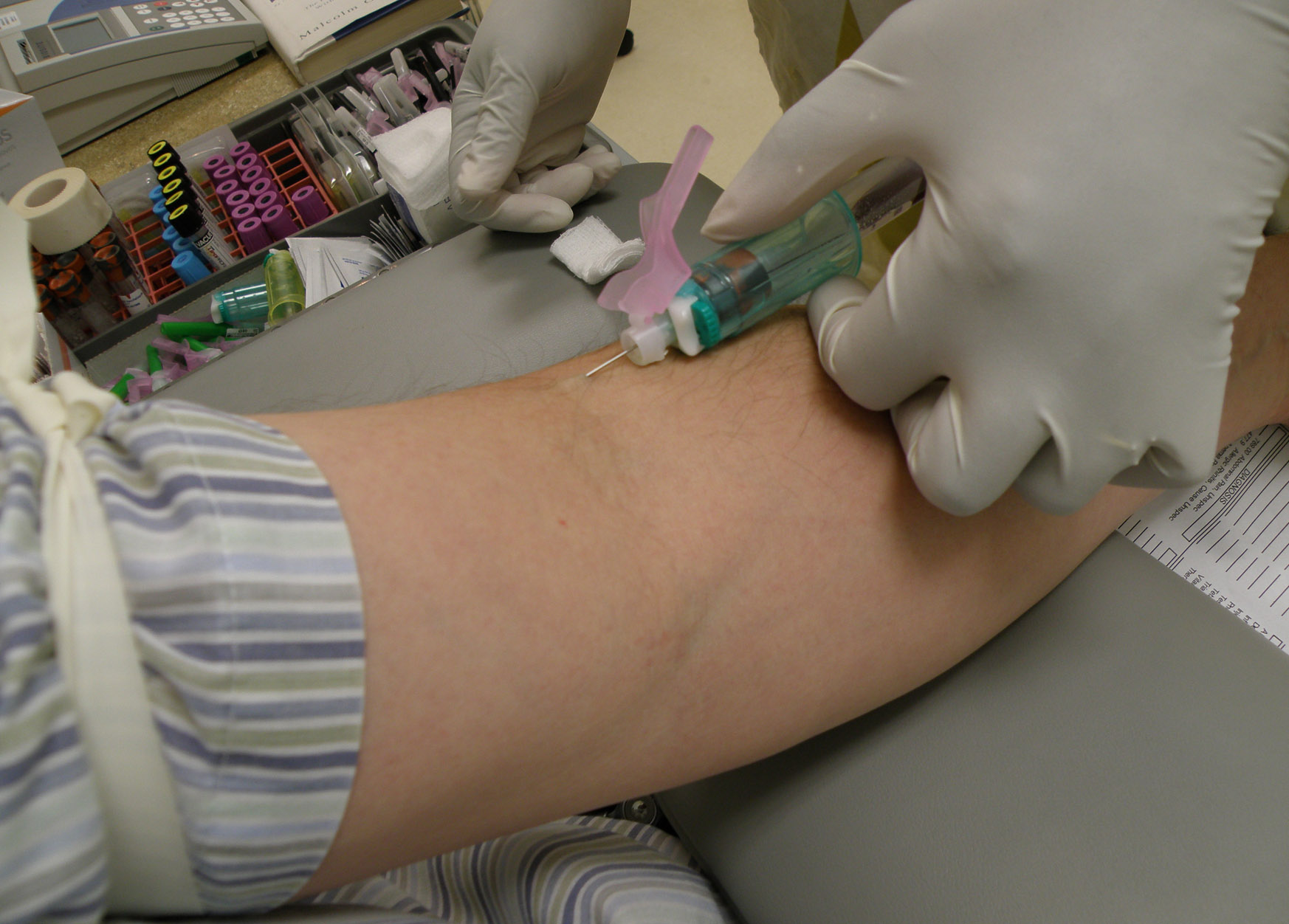
Bloedafname (2008)

- Paarse dop: bedekt met ethyleendiaminetetra-acetaat (EDTA). EDTA heeft een anticoagulaire functie doordat het cheleert met Ca-ionen die essentieel zijn voor de stolling. Doordat EDTA een complex vormt met calcium, is het niet meer beschikbaar voor de stolling. EDTA veroorzaakt na enkele uren het opzwellen van de bloedcellen en -plaatjes. Een bloedmonster met paarse dop moet dus zo snel mogelijk onderzocht worden.